# Lu'lu'a bint Abd al-Aziz Al Sa'ud
Lūʾlūʾa bint ʿAbd al-ʿAzīz Āl Saʿūd (1928 – Riad, 17 settembre 2008) è stata una principessa saudita.

## Primi anni di vita
Lūʾlūʾa è nata nel 1928, figlia di Re ʿAbd alʿAzīz e Ḥaṣṣa bt. Aḥmad al-Sudayrī. È quindi sorella germana dei fratelli Sudayrī.

## Vita personale
Lūʾlūʾa ha sposato Fayṣal bin Turkī bin ʿAbd Allāh bin Saʿūd Āl Saʿūd, discendente del sovrano saudita del XIX secolo, Saʿūd bin Fayṣal. Era madre di ʿAbd Allāh, imprenditore e diplomatico, e Abir, che è moglie di Saʿūd bin Nāyef.

## Morte e funerale
La principessa Lūʾlūʾa morì il 17 settembre 2008. Le preghiere funebri si sono tenute il giorno successivo nella Grande Moschea di La Mecca alla presenza di re ʿAbd Allāh, dei suoi fratelli e di altri principi anziani. Suo fratello Sulṭāan ha ricevuto le condoglianze per la sua morte nel suo palazzo nel quartiere al-Khaldiyya di Gedda, tra il 18 e il 19 settembre.

## Albero genealogico
|                                                         |                              |                             | Genitori                           |  |  | Nonni |  |  | Bisnonni        |  |  | Trisnonni                     |  |
|                                                         |                              |                             |                                    |  |  |       |  |  | Fayṣal Āl Saʿūd |  |  | Turkī bin ʿAbd Allāh Āl Saʿūd |  |
|                                                         |                              |                             |                                    |  |  |       |  |  | Fayṣal Āl Saʿūd |  |  | Turkī bin ʿAbd Allāh Āl Saʿūd |  |
|                                                         |                              | Haya bint Ḥamad Tamīmī      |                                    |  |  |       |  |  | Fayṣal Āl Saʿūd |  |  |                               |  |
| ʿAbd al-Raḥmān Āl Saʿūd                                 |                              |                             |                                    |  |  |       |  |  | Fayṣal Āl Saʿūd |  |  |                               |  |
|                                                         |                              | Sāra bint Misharī Āl Saʿūd  | Misharī b. ʿAbd al-Raḥmān b. Saʿūd |  |  |       |  |  |                 |  |  |                               |  |
|                                                         |                              | Sāra bint Misharī Āl Saʿūd  | Misharī b. ʿAbd al-Raḥmān b. Saʿūd |  |  |       |  |  |                 |  |  |                               |  |
|                                                         |                              | Sāra bint Misharī Āl Saʿūd  | …                                  |  |  |       |  |  |                 |  |  |                               |  |
| Abd al-Aziz dell'Arabia Saudita                         |                              | Sāra bint Misharī Āl Saʿūd  |                                    |  |  |       |  |  |                 |  |  |                               |  |
|                                                         |                              | Aḥmad al-Kabīr al-Sudayrī   | Muḥammad b. Turkī al-Sudayrī       |  |  |       |  |  |                 |  |  |                               |  |
|                                                         |                              | Aḥmad al-Kabīr al-Sudayrī   | Muḥammad b. Turkī al-Sudayrī       |  |  |       |  |  |                 |  |  |                               |  |
|                                                         |                              | Aḥmad al-Kabīr al-Sudayrī   | …                                  |  |  |       |  |  |                 |  |  |                               |  |
| Sāra bint Aḥmad al-Sudayrī                              |                              | Aḥmad al-Kabīr al-Sudayrī   |                                    |  |  |       |  |  |                 |  |  |                               |  |
|                                                         |                              | …                           | …                                  |  |  |       |  |  |                 |  |  |                               |  |
|                                                         |                              | …                           | …                                  |  |  |       |  |  |                 |  |  |                               |  |
|                                                         |                              | …                           | …                                  |  |  |       |  |  |                 |  |  |                               |  |
| 'Lūʾlūʾa bint ʿAbd al-ʿAzīz bin ʿAbd al-Raḥmān Al Sa'ud |                              | …                           |                                    |  |  |       |  |  |                 |  |  |                               |  |
|                                                         | Muḥammad al-Kabīr al-Sudayrī | Aḥmad al-Kabīr al-Sudayrī * |                                    |  |  |       |  |  |                 |  |  |                               |  |
|                                                         | Muḥammad al-Kabīr al-Sudayrī | Aḥmad al-Kabīr al-Sudayrī * |                                    |  |  |       |  |  |                 |  |  |                               |  |
|                                                         | Muḥammad al-Kabīr al-Sudayrī | …                           |                                    |  |  |       |  |  |                 |  |  |                               |  |
| Aḥmad al-Sudayrī                                        | Muḥammad al-Kabīr al-Sudayrī |                             |                                    |  |  |       |  |  |                 |  |  |                               |  |
|                                                         |                              | …                           | …                                  |  |  |       |  |  |                 |  |  |                               |  |
|                                                         |                              | …                           | …                                  |  |  |       |  |  |                 |  |  |                               |  |
|                                                         |                              | …                           | …                                  |  |  |       |  |  |                 |  |  |                               |  |
| Ḥaṣṣa bt. Aḥmad al-Sudayrī                              |                              | …                           |                                    |  |  |       |  |  |                 |  |  |                               |  |
|                                                         |                              | ʿAlī b. Muḥammad al-Suwaydī | Muḥammad al-Suwaydī                |  |  |       |  |  |                 |  |  |                               |  |
|                                                         |                              | ʿAlī b. Muḥammad al-Suwaydī | Muḥammad al-Suwaydī                |  |  |       |  |  |                 |  |  |                               |  |
|                                                         |                              | ʿAlī b. Muḥammad al-Suwaydī | …                                  |  |  |       |  |  |                 |  |  |                               |  |
| Sharīfa al-Suwaydī                                      |                              | ʿAlī b. Muḥammad al-Suwaydī |                                    |  |  |       |  |  |                 |  |  |                               |  |
|                                                         |                              | …                           | …                                  |  |  |       |  |  |                 |  |  |                               |  |
|                                                         |                              | …                           | …                                  |  |  |       |  |  |                 |  |  |                               |  |
|                                                         |                              | …                           | …                                  |  |  |       |  |  |                 |  |  |                               |  |
|                                                         |                              | …                           |                                    |  |  |       |  |  |                 |  |  |                               |  |